# 1414
1414 (MCDXIV) je bilo navadno leto, ki se je po julijanskem koledarju začelo na ponedeljek.

## Dogodki
- začetek konstanškega koncila

## Rojstva
Neznan datum
- Tenšo Šubun, japonski zen budistični menih in slikar († 1463)

## Smrti
- 19. februar - Thomas Arundel, canterburyjski nadškof (* 1353)
- 6. avgust - Ladislav Neapeljski, kralj Neaplja in neuspešen kandidat za kralja Ogrske in Hrvaške (* 1377)

Neznan datum
- Abdul Karim al-Džili, iraški sufi (* 1365)
- Ali ibn Mohamed al-Džurdžani, perzijski enciklopedist (* 1339)
- Andrea Vanni, italijanski (sienski) slikar (* 1332)
- Fairuzabadi, arabski leksikograf (* 1329)
- John I. Stanley, angleški plemič, irski podkralj, kralj otoka Man (* 1350)
- Parmešvara, singapurski sultan (* 1344)
- Viridis Visconti, milanska plemkinja, avstrijska vojvodinja (* 1352)